# Käsekönig Holländer
Käsekönig Holländer ist ein deutscher Stummfilm in zwei Akten von Ernst Lubitsch aus dem Jahr 1917. Er zählt zu den verschollenen Filmen des Regisseurs.

## Inhalt
Die Burleske handelt von einem Mann, der sich Käsekönig Holländer nennt und im Verlauf des Films zum Käsekaiser aufsteigt.

## Produktion
Käsekönig Holländer wurde zwar 1917 in den Ufa-Union-Ateliers in Tempelhof bei Berlin gedreht und im April 1917 von der Zensur geprüft, war jedoch für die Dauer des Ersten Weltkriegs mit einem Vorführungsverbot belegt. Die Premiere fand wahrscheinlich im März 1919 in den Berliner Kammerlichtspielen statt, da eine Filmkritik Anfang April 1919 in der Zeitschrift Der Kinematograph erschien.
Wie von zahlreichen Filmen Lubitschs aus der Zeit vor 1920 ist auch von Käsekönig Holländer, der eine Länge von 646 Metern besaß, keine erhaltene Filmkopie bekannt.

## Kritik
Der Kinematograph schrieb 1919, dass dies ein Film sei, der nie hätte erfunden, gespielt und gedreht werden sollen.